# 창녕 보림사지 승탑
창녕 보림사지 승탑(昌寧 寶林寺址 僧塔)은 대한민국 경상남도 창녕군 영산면 구계리에 있는 조선시대의 승탑이다.
1998년 1월 15일 경상남도의 유형문화재 제327호 창녕 보림사지 부도로 지정되었다가, 2018년 12월 20일 현재의 명칭으로 변경되었다.

## 개요
부도는 승려의 무덤을 상징하여 그 유골이나 사리를 모셔두는 곳이다. 이 부도는 보림사터에서 조금 떨어진 영축산 중턱에 자리하고 있는 것으로, 이 절을 거쳐간 승려들 중 한분이 그 주인공이 될 것이다.
낮은 받침돌 위로 배를 부풀린 듯한 종 모양의 탑몸돌을 올린 모습이며, 꼭대기에는 꽃봉오리 모양을 한 작은 머리장식이 솟아 있다.
보림사는 통일신라말 또는 고려초에 창건되어 임진왜란 이후 폐허가 되었으므로, 이 부도를 만든 시기는 고려말·조선초 즈음이었을 것으로 추정된다.

## 참고 문헌
- 창녕 보림사지 승탑 - 국가유산청 국가유산포털